# Charles Ponzi
Charles Ponzi (3 tháng 3 năm 1882–18 tháng 1 năm 1949) là một người nhập cư Italia đến Hoa Kỳ và đã trở thành một trong những người lừa đảo siêu nhất trong lịch sử Hoa Kỳ. Ông là "ông tổ" của các trùm lừa đảo tín dụng đa cấp, trong vòng 2 năm (1919-1920), Ponzi đã huy động được 15 triệu USD một con số khổng lồ vào thời điểm đó từ hàng vạn khách hàng đã bị mất tiền thông qua "kế hoạch Ponzi". Dù nhiều người chưa bao giờ nghe tên Ponzi, thuật ngữ "Ponzi Scheme" là một sự mô tả được nhiều người biết về một hệ thống các kế hoạch "kiếm tiến nhanh" có tính chất lừa đảo được thực hiện thông qua mạng Internet và những nơi khác cho đến ngày nay.
Bí danh của ông bao gồm Charles Ponei, Charles P. Bianchi, Carl và Carlo. 

## Thời trẻ
Nhiều thông tin về cuộc đời của Charles Ponzi hơi khó xác định do ông có xu hướng bịa và thêm thắt màu mè vào sự thật về bản thân mình. Ông được sinh ra với tên là Carlo Ponzi ở Lugo, Italia năm 1882 (không phải Parma như một số nguồn tài liệu, dù ông đã sống ở đó thời niên thiếu). Ông đã làm một công nhân bưu điện nhưng đã sớm bỏ ngang và được nhận vào học ở Đại học Roma La Sapienza. Bạn bè ông xem trường đại học này là một "kỳ nghỉ mát bốn năm", và ông đã nhập bọn với họ lang thang các quán bar, cà phê và opera. Sau đó, vì hết tiền, Ponzi đã bỏ học và lên tàu S.S. Vancouver đi Boston, Massachusetts, Mỹ.